# إعادة التأهيل للسائقين
إعادة التأهيل للسائقين هو نوع من إعادة التأهيل يساعد الأفراد الذين يواجهون تحديات ناجمة عن إعاقة جسدية أو إدراكية أو بسبب التقدم في العمر على تحقيق قيادة آمنة ومستقلة أو خيارات نقل من خلال التعليم أو نشر المعلومات. يستخدم المتخصصون العاملون في هذا المجال معدات تكيفية ومركبات معدّلة لمساعدة الأشخاص على تحقيق التنقل المستقل في المجتمع.

## التاريخ
بدأت العديد من برامج إعادة تأهيل السائقين في أوائل سبعينيات القرن العشرين عبر دائرة شؤون المحاربين القدامى (ڤي. إيه). تقدم دائرة ڤي. إيه خدمات إعادة تأهيل السائقين وتمويلها فقط للمحاربين القدامى الذين يبحثون عن خيارات النقل. اعتبارًا من سنة 2009، تقدم ڤي. إيه خدمات إعادة تأهيل السائقين في 43 مدينة.
منذ ذلك الحين، توسع المجال إلى ما وراء ڤي. إيه ليخدم العملاء من جميع الأعمار القانونية للقيادة. تأسست رابطة أخصائيي إعادة تأهيل السائقين (إيه. دي. إي. دي) في عام 1977 لدعم وتطوير المتخصصين العاملين في مجال تعليم السائقين، تدريب السائقين، وتعديل معدات النقل للأشخاص ذوي الإعاقات وللأشخاص الذين يمرون بمرحلة الشيخوخة.
حضر الاجتماع الرسمي الأول لإيه. دي. إي. دي ثلاثون شخصًا من عشر ولايات. حدّد الاجتماع الأول نوع الهيكل التنظيمي، الاسم الرسمي، المسؤولين الأوائل، اللجان الدائمة، ورسوم العضوية. اليوم، تعتبر إيه. دي. إي. دي المنظمة المهنية الرئيسية في مجال إعادة تأهيل السائقين.
وقد واصلت إيه. دي. إي. دي التوسع، مع التركيز على المؤتمر السنوي وورش العمل التي تسبقه، وبرامج التدريب في المؤتمر، وأحد أكبر المعارض للمنتجات لكل من السائقين ذوي الإعاقة والمتخصصين العاملين في هذا المجال. كما تستمر العضوية في النمو مع تمثيل من معظم الولايات وكذلك على الصعيد الدولي.
تأسست الجمعية الوطنية لتجار معدات التنقل في عام 1989 لتوسيع فرص الأشخاص ذوي الإعاقات للقيادة أو التنقل في المركبات المعدلة بمعدات تكيفية.
في عام 2003، طورت الجمعية الأميركية للعلاج الوظيفي مبادرة السائقين الكبار لتطوير خدمات للسائقين الأكبر سنًا.

## الممارسة
الهدف من إعادة تأهيل السائقين هو مساعدة الأفراد ذوي الإعاقات أو المصابين بضعف متعلق بالعمر على الحفاظ على قيادة ونقل مستقل. يمكن تحقيق ذلك من خلال استخدام معدات تنقل متخصصة وتدريب.
تبدأ العملية بتقييم سريري لمهارات الفرد البصرية، والإدراكية البصرية، والإدراكية، والجسدية اللازمة للقيادة. إذا استوفى الفرد المعايير، يتم إجراء تقييم ميداني على الطريق، حيث يستخدم المقيم مركبة مجهزة بمعدات قيادة تكيفية، بالإضافة إلى مكابح إضافية ومرآة في جانب الراكب. يمكن توفير تعديلات عبر استخدام نظام توجيه ميكانيكي أو إلكتروني، ومعدات للتسارع والكبح، وذلك بناءً على نتائج التقييم السريري.
إذا تبيّن أن الشخص لديه القدرة على القيادة، يتم تقديم تدريب لتطوير الكفاءة في استخدام معدات التنقل.
بالنسبة للسائقين المبتدئين، يتضمن التدريب خدمات تعليم القيادة. بعد التدريب، يتم تقديم وصفة لمعدات السيارة، مع إحالة إلى تاجر معدات التنقل لتركيب المعدات. عند اكتمال التثبيت، يتم فحص السيارة للتأكد من ملاءمتها، مع توفير تدريب إضافي حسب الحاجة.
في حالات أخرى، مثل بعد مرض أو إصابة، يُطلب تقييم لقدرة الشخص على القيادة. قد لا تكون هناك حاجة إلى معدات قيادة تكيفية؛ إذ يتركز الاهتمام على تحديد أي تغييرات في القدرات الحسية أو الحركية أو البصرية أو الإدراكية للشخص. يتم إجراء التقييم السريري أولاً، يليه التقييم الميداني على الطريق، باستخدام مركبة مجهزة بمكابح للراكب، ومرآة، وفي بعض الحالات، عجلة قيادة إضافية.
إذا لم يمتلك الفرد القدرة على القيادة، غالبًا ما يتم تحويله إلى برامج علاج أخرى، مثل برامج إعداد الكراسي المتحركة، أو العلاج الوظيفي، أو علاج البصر، أو العلاج الطبيعي، أو العلاج الإدراكي.
بالنسبة للأفراد الذين يخططون ليكونوا ركابًا فقط، يُوصى بتقييمات إعادة تأهيل السائقين لتحديد قدرة الشخص على الدخول إلى السيارة والخروج منها، ومدى ملاءمة السيارة للنقل الآمن، والنقل الآمن لوسائل التنقل مثل الدراجات الكهربائية، والكراسي المتحركة اليدوية أو الكهربائية، بما في ذلك تأمين وسيلة التنقل بشكل صحيح. قد تشمل التوصيات لتعديل المركبات استخدام شاحنة صغيرة مهيأة للكراسي المتحركة، أو رافعة كراسي متحركة، أو منحدر كراسي متحركة.
أخصائي إعادة تأهيل السائقين هو متخصص "يخطط ويطور وينسق وينفذ خدمات القيادة للأفراد ذوي الإعاقات". يعمل أخصائيو إعادة تأهيل السائقين مع الأطباء، وموظفي الصحة المساعدة، وموظفي دائرة المركبات الآلية، وتجار معدات التنقل.
تُقدَّم برامج إعادة تأهيل السائقين في مجموعة متنوعة من الأماكن، مثل مستشفيات إعادة التأهيل، وأقسام العلاج الخارجي في المستشفيات، ومستشفيات المحاربين القدامى، أو كمدارس قيادة خاصة.
غالبًا ما يكون المحترفون العاملون في هذا المجال أعضاء في إيه. دي. إي. دي، حيث تشمل المجالات المهنية:
- تعليم/تدريب السائقين
- مصنّعو المعدات
- تجار المعدات
- العلاج الطبيعي
- الكينيزيوثيرابي
- العلاج الوظيفي
- أمراض النطق واللغة
- هندسة إعادة التأهيل
- أخصائيو إعادة التأهيل
- تكنولوجيا إعادة التأهيل
- إعادة التأهيل المهني

## التعليم والتدريب
يُشكّل المعالجون الوظيفيون ومدربو القيادة أكبر مجموعتين من المتخصصين، مع وجود محترفين آخرين من مجالات مثل الإرشاد التأهيلي، والعلاج الطبيعي، وهندسة إعادة التأهيل، وعلم النفس. قد يستخدم المعالجون الوظيفيون مصطلح "إعادة تأهيل القيادة" للتعبير عن تركيز المهنة على "مهنة" القيادة.
يحصل العديد من أخصائيي إعادة تأهيل السائقين على شهادة تخصص من إيه. دي. إي. دي. شهادة "سي. دي. آر. إس® – أخصائي إعادة تأهيل سائقين معتمد" هي اعتماد يُقدَّم من إيه. دي. إي. دي وتمثل خبرة متقدمة وكفاءة في مجالات متنوعة ضمن المجال.
يُعتبر حاملو شهادة سي. دي. آر. إس® ممارسين ذوي خبرة في مجال إعادة تأهيل السائقين، والذين أثبتوا عبر اجتياز امتحان اعتماد رسمي قدرتهم على تقديم الخدمات ضمن كامل نطاق خدمات إعادة تأهيل السائقين.
وتُعد هذه الشهادة المعيار الذهبي من وجهة نظر إيه. دي. إي. دي فيما يتعلق بتقديم خدمات إعادة التأهيل. يُلزم حاملو شهادة سي. دي. آر. إس® باتباع "إرشادات أفضل الممارسات" لإيه. دي. إي. دي للحفاظ على تقييمات قيادة موحدة ورسمية وموضوعية، ويؤكدون التزامهم بـ "مدونة أخلاقيات" إيه. دي. إي. دي.
تتطلب شهادة سي. دي. آر. إس® استكمال 30 ساعة من التعليم المستمر في كل دورة مدتها 3 سنوات، ويتم تجديدها عبر تقديم طلب وتخضع للتدقيق.

## روابط خارجية
1. ↑  Hensen, Chris (أكتوبر 2009). "Restoring Independence: VA Driver Rehabilitation Program". United States Department of Veterans' Affairs. مؤرشف من الأصل في 2017-02-24. اطلع عليه بتاريخ 2013-11-04.
2. ↑  "Driver Rehabilitation for Veterans With Disabilities Program (VHA Handbook 1173.16)". United States Department of Veterans' Affairs. 4 يناير 2010. مؤرشف من الأصل في 2017-05-01.
3. 1 2  "History". The Association for Driver Rehabilitation Specialists. مؤرشف من الأصل في 2013-11-05. اطلع عليه بتاريخ 2012-07-25.
4. 1 2  "Candidate Handbook" (PDF). The Association for Driver Rehabilitation Specialists. 2012. مؤرشف من الأصل (PDF) في 2013-11-05. اطلع عليه بتاريخ 2012-07-25.
5. ↑  "About NMEDA". Automotive Mobility Solutions. مؤرشف من الأصل في 2015-04-11.
6. ↑  Redepenning، Sue (2006). Driver Rehabilitation Across Age and Disability. Bethesda, Maryland: AOTA Press. ISBN:9781569002148.
7. 1 2 3  "Best Practices for the Delivery of Driver Rehabilitation Services" (PDF). The Association for Driver Rehabilitation Specialists. 2009. مؤرشف من الأصل (PDF) في 2013-11-05. اطلع عليه بتاريخ 2013-11-05.
8. ↑  Bouman, J؛ Pellerito, JM (2006). "Preparing for the On-Road Evaluation". في Pellerito Jr.، Joseph M Pellerito (المحرر). Driver Rehabilitation and Community Mobility: Principles and Practice. St. Louis, Missouri: Elsevier Mosby.
9. ↑  Di Stefano, M؛ Macdonald, W (2006). "Advanced Strategies for On-Road Driver Rehabilitation and Training". في Pellerito Jr.، Joseph M Pellerito (المحرر). Driver Rehabilitation and Community Mobility: Principles and Practice. St. Louis, Missouri: Elsevier Mosby.
10. ↑  Wheatley, CJ (2001). "Shifting into drive: Evaluating potential drivers with disabilities". OT Practice. ج. 6 ع. 13: 12–15.
11. ↑  Stav، Wendy Beth (2004). Driver rehabilitation: a guide for assessment and intervention. PsychCorp.
12. ↑  Rehabilitation Engineering Research Center. "Wheelchair Transportation Safety Frequently Asked Questions". مؤرشف من الأصل في 2013-12-12.
13. 1 2  Pellerito, JM؛ Blanc, CA (2006). "The Driver Rehabilitation Team: Primary Team Members and Key Services". في Pellerito Jr.، Joseph M (المحرر). Driver Rehabilitation and Community Mobility: Principles and Practice. St. Louis, Missouri: Elsevier Mosby.
14. ↑  "Driving and Community Mobility". Bethesda, Maryland: American Occupational Therapy Association. 2010. مؤرشف من الأصل في 2024-12-28.
15. ↑  "CDRS® vs DRS - ADED". مؤرشف من الأصل في 2020-09-06.